# Войска
Войска́ (Си́лы) — собирательное название воинских частей, соединений и объединений и других постоянных или временных формирований, по признаку принадлежности или общности задач.

Герб Сухопутных войск Италии

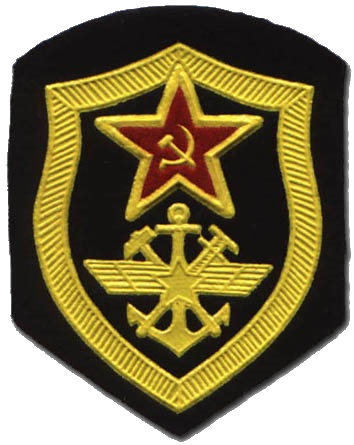
Нарукавный знак Железнодорожных войск СССР

Нарукавный знак Сухопутных войск США в Европе

## Использование термина
Существуют различия в использовании терминов войска и силы.

### Войска
Определение войска используется в следующих случаях:
- названии видов вооружённых сил:
  - ракетные войска стратегического назначения;
  - сухопутные войска;
  - войска ПВО.
- в названии родов войск:
  - мотострелковые войска;
  - танковые войска;
  - воздушно-десантные войска.
  - и другие.
- в названии специальных войск:
  - войска связи;
  - инженерные войска;
  - автомобильные войска;
  - и другие.
- обобщающее наименование оперативных и территориальных объединений:
  - войска фронта;
  - войска военного округа;
  - и другие.
- соединения и объединения, предназначенные для определённых задач:
  - войска специального назначения;
  - войска управления;
  - войска прикрытия;
  - и другие.
- к формированиям, не входящим в состав вооружённых сил, также применяется термин войска:
  - войска правительственной связи;
  - войска национальной гвардии (внутренние войска);
  - железнодорожные войска;
  - пограничные войска;
  - ведомственные войска;
  - и другие.

### Силы

Флаг Военно-воздушных сил СССР

Флаг Сил самообороны Японии

Определение силы применяется в следующих случаях:
- общее название армии государства:
  - вооружённые силы;
  - силы самообороны.
- название некоторых видов вооружённых сил:
  - военно-воздушные силы;
  - военно-морские силы;
  - сухопутные силы.
- стратегические объединения вооружённых сил:
  - вооружённые силы на театре военных действий.
- названия родов сил флота:
  - подводные силы;
  - надводные силы;
  - силы ПВО флота.
- общее название формирований, имеющих на вооружении стратегическое ядерное оружие:
  - стратегические ядерные силы.
- оперативные объединения авиации и флота:
  - военно-воздушные силы военного округа;
  - военно-воздушные силы флота.
- название постоянных или временных формирований, предназначенных для определённой задачи:
  - миротворческие силы;
  - силы быстрого реагирования;
  - силы охранения;
  - силы высадки;
  - силы поддержки.